# Apax Global Alpha
Apax Global Alpha plc ist eine britische Investmentgesellschaft mit Sitz in Saint Peter Port, Guernsey. Das Unternehmen investiert weltweit in Unternehmen in von Apax beratene Private-Equity-Fonds. Diese Unternehmen werden vom Apax-Team identifiziert und ausgewählt. Kapital, das nicht in Private Equity investiert wird, wird in ein Anleihenportfolio investiert, um regelmäßige Zinserträge zu generieren.
Das Schwergewicht der Investitionen liegt (Stand April 2024) in Nordamerika mit ca. 62 %. Es folgt Europa mit ca. 28 %.
Das Unternehmen investiert in die 4 Sektoren Technologie, Dienstleistungen, Gesundheitswesen und Internet/Verbraucher.
Im April 2024 beliefen sich die verwalteten Mittel auf insgesamt 1,103 Mrd. Pfund.
Die Investmentmanager des Trusts sind Paul Meader, Martin Halusa, Jeremy Latham, Mark Despres und Simon Cresswell von Apax Guernsey Managers Limited.
Das Unternehmen ist an der Londoner Börse gelistet und Teil des FTSE 250 Index.